# Ted Rooijendijk
Ted Rooijendijk (6 juni 2004) is een voetbalspeelster uit Nederland. Ze speelt als aanvaller voor KRC Genk in de Super League.

## Carrière
In haar jeugdjaren speelde Ted Rooijendijk voor amateurclub UDI '19. Op 24 november 2019 maakte Rooijendijk haar eerste doelpunt voor het O15 elftal van het team uit Uden. In 2022 maakte Rooijendijk samen met haar zusje Suus Rooijendijk de overstap van UDI '19 naar de jeugdopleiding van Fortuna Sittard.
In de voorbereiding op het seizoen 2023/24 mocht Rooijendijk aansluiten bij de eerste selectie van Fortuna Sittard. In een oefenwedstrijd tegen het Belgische Club YLA maakte Rooijendijk haar eerste officieuze doelpunt voor Fortuna Sittard.
Op 17 maart 2024 maakte Rooijendijk haar debuut voor Fortuna Sittard in een KNVB Beker wedstrijd tegen FC Utrecht door in de 93ste minuut in te vallen voor Hanna Huizenga. Vijf dagen later volgde voor Rooijendijk ook haar debuut in de Vrouwen Eredivisie in een uitwedstrijd tegen Telstar door in de 92ste minuut in te vallen voor Tessa Wullaert, die in deze wedstrijd zeven keer had gescoord.
Fortuna Sittard trok zich na het seizoen 2024/25 terug uit de eredivisie, waarna Rooijendijk noodgedwongen de club moest verlaten. Ze stapte over naar KRC Genk, waarmee ze ploeggenoten Sanne Arons, Maud van Berlo en Briony Stauffenberg volgde.

## Statistieken
| Seizoen | Club            | Competitie         | Competitie | Competitie | Beker | Beker | Overig | Overig | Totaal | Totaal |
| Seizoen | Club            | Competitie         | Wed.       | Dlp.       | Wed.  | Dlp.  | Wed.   | Dlp.   | Wed.   | Dlp.   |
| ------- | --------------- | ------------------ | ---------- | ---------- | ----- | ----- | ------ | ------ | ------ | ------ |
| 2023/24 | Fortuna Sittard | Vrouwen Eredivisie | 1          | 0          | 1     | 0     | 0      | 0      | 2      | 0      |
| Totaal  | Totaal          | Totaal             | 1          | 0          | 1     | 0     | 0      | 0      | 2      | 0      |

Bijgewerkt t/m 23 maart 2024.